# Jacob Fox
Jacob Fox (nascido Jacob Licht; 1984) é um matemático estadunidense. É professor da Universidade Stanford. Seus interesses de pesquisas são em combinatória do estilo húngaro, particularmente teoria de Ramsey, teoria de grafos extremais, teoria combinatória dos números e métodos probabilísticos em combinatória.
Fox completou o Ph.D. em 2010 na Universidade de Princeton, orientado por Benny Sudakov, com a tese Ramsey Numbers.
Após trabalhar no Departamento de Matemática do Instituto de Tecnologia de Massachusetts (MIT) de 2010 a 2014, fez parte da faculdade da Universidade Stanford em 2015.
Foi palestrante convidado do Congresso Internacional de Matemáticos em Seul (2014: The graph regularity method: variants, applications, and alternative methods). Recebeu o Prêmio Oberwolfach de 2016.